# Brockhampton
BROCKHAMPTON byl americký hip hopový kolektiv a samozvaný boy band založený v roce 2010 (pod názvem AliveSinceForever) ve městě San Marcos v Texasu.
Finální sestavu skupiny tvořili vokalisté Kevin Abstract, Matt Champion, Merlyn Wood a Dom McLennon a vokalisté/producenti Joba, Bearface a Jabari Manwa. V rámci skupiny dále působili producenti Romil Hemnani a Kiko Merley, grafický designér Henock „HK“ Sileshi, fotograf Ashlan Grey, webový designér Roberto Ontenient a manažer Jon Nunes.
Skupina vydala svůj první mixtape s názvem All-American Trash v roce 2016. Jejich debutové studiové album, Saturation, vyšlo 9. června 2017. Počáteční trilogii doplnily alba Saturation II 25. srpna a Saturation III 15. prosince. 30. března 2018 skupina oznámila, že podepsali nahrávací smlouvu pod RCA Records. 27. května 2018 skupinu opustil jeden ze zakládajících členů Ameer Vann poté, co byl obviněn ze sexuálního zneužívání.
Čtvrté album Iridescence vyšlo 21. září 2018 a debutovalo na 1. místě žebříčku alb Billboard 200.
23. srpna 2019 Brockhampton vydali své páté album Ginger. 9. dubna 2021 skupina vydala své šesté studiové album Roadrunner: New Light, New Machine. V lednu 2022 skupina oznámila dočasné přerušení své tvorby, jež mělo následovat po vystoupení na festivalu Coachella.
Po vystoupení na Coachelle 16. dubna 2022 skupina oznámila, že ve stejném roce vyjde jejich poslední album. 27. října 2022 bylo ve videu nahraném na YouTube odhaleno, že poslední album ponese název The Family. Vyšlo 17. listopadu 2022 a hned příští den následovalo osmé, neohlášené album kapely, TM. 19. listopadu, den po vydání TM, kapela odehrála svou poslední show v The Fonda Theatre v Los Angeles.

## Členové

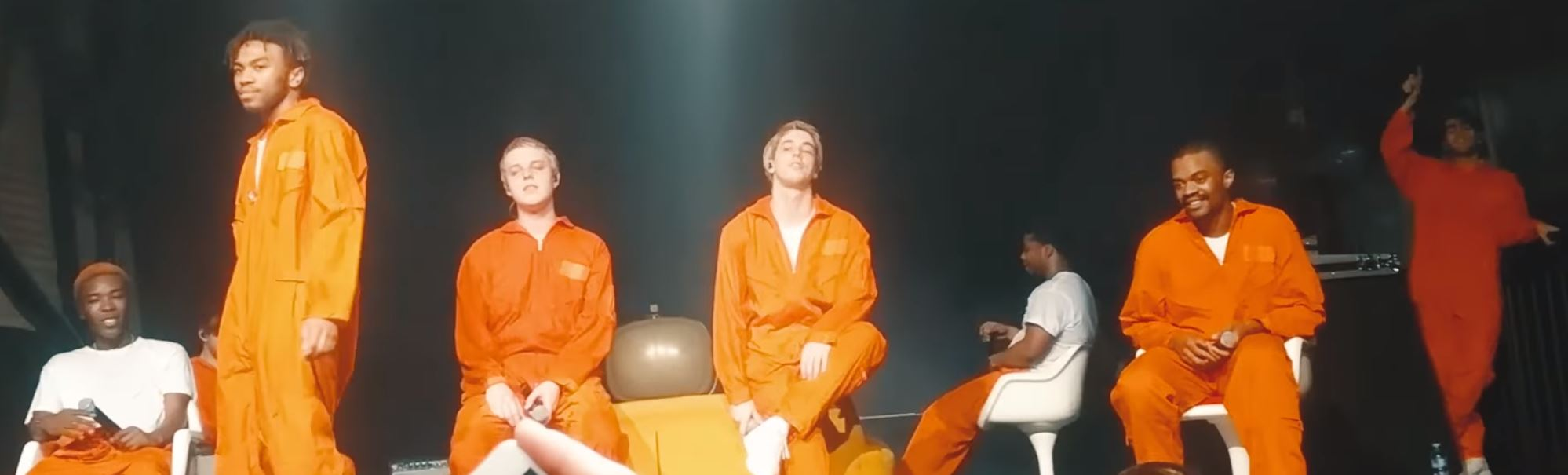
Vystoupení skupiny v roce 2018; zleva doprava: Merlyn Wood, Kevin Abstract, Joba, Matt Champion, Dom McLennon, Ameer Vann a Romil Hemnani

- Kevin Abstract – zpěv, produkce, videorežie (2010–2022) [15]Kevin Abstract v roce 2018

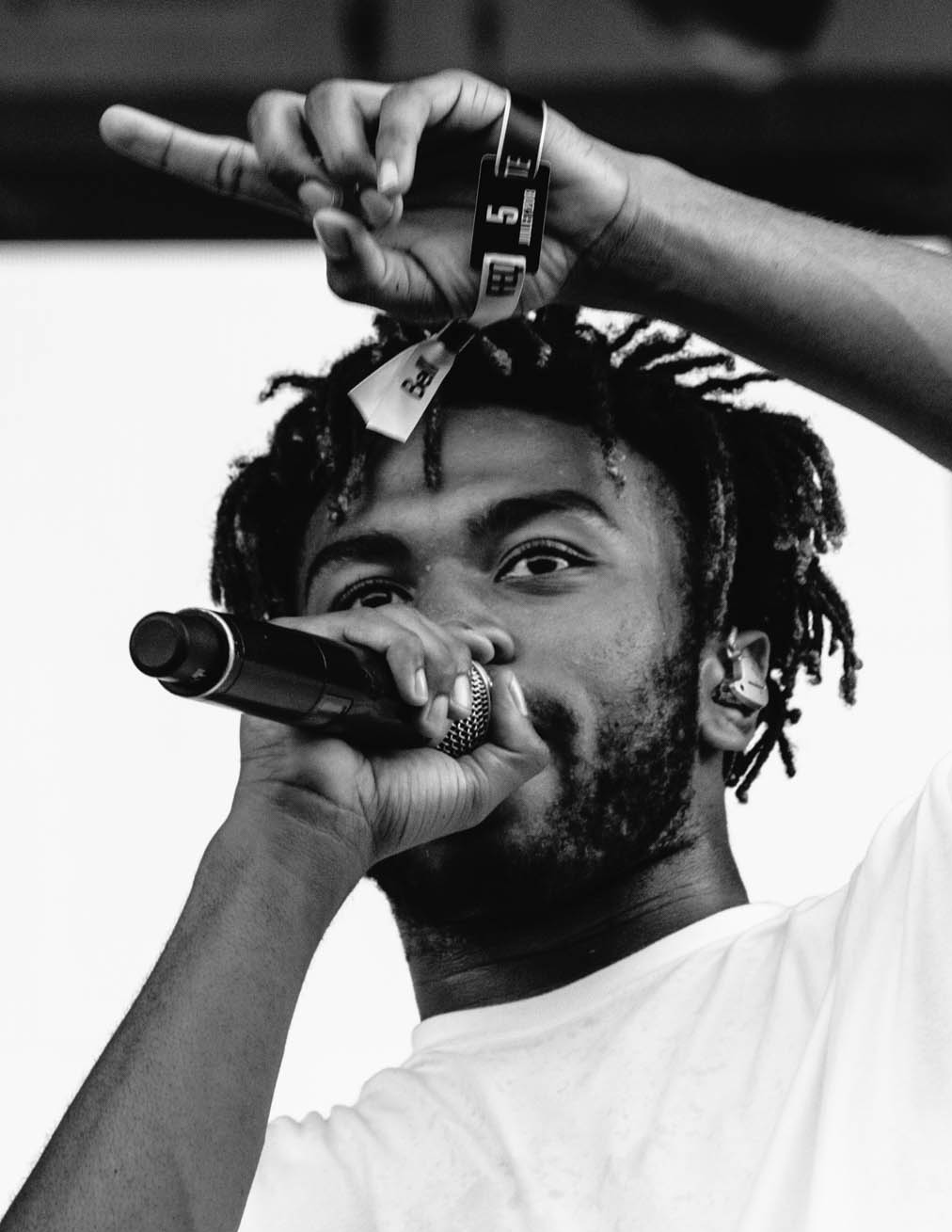
Kevin Abstract v roce 2018

- Dom McLennon – zpěv, produkce (2011–2022) [15]
- Kiko Merley – produkce (2011–2022) [15]
- Romil Hemnani – produkce, nahrávací technika (2010–2022) [15]
- Russell "Joba" Boring – zpěv, produkce, klavír (2012–2022) [15]
- Jon Nunes – management (2012–2022) [16]
- Henock "HK" Sileshi – grafický design (2010–2022) [15]
- William "Merlyn" Wood Jr. – zpěv (2012–2022) [15]
- Ciarán "Bearface" McDonald – zpěv, kytara, produkce (2013–2022) [15]
- Robert "Roberto" Ontenient – produkce, webdesign, programátor aplikací (2013–2022), příležitostná produkce (2014, 2017) [15]
- Matt Champion – zpěv (2014–2022) [15]
- Jabari Manwa – produkce (2015–2022), zpěv (2020–2022) [15]
- Ashlan Gray – fotograf, webmaster (2016–2022) [15]

- Ameer Vann – zpěv (2010–2018) [17]
- Rodney Tenor – zpěv (2010–2016) [16]
- Albert Gordon – produkce (2014–2016)
- Anish Ochani – management (2010–2017)
- Adam Carrasco – grafický design (2016–2018)

## Diskografie
Studiová alba
- Saturation (2017)
- Saturation II (2017)
- Saturation III (2017)
- Iridescence (2018)
- Ginger (2019)
- Roadrunner: New Light, New Machine (2021)
- The Family (2022) [12]
- TM (2022)